# Ewald Praxl
Ewald Praxl (* 5. Juli 1911 in Postelberg, Böhmen, Österreich-Ungarn, heute Tschechien; † 27. Dezember 1988) war ein Ingenieur und Konstrukteur bei NSU.
Praxl studierte an der Technischen Hochschule in Prag Maschinenbau und erhielt dort 1937 sein Diplom. 1939 kam er als junger Ingenieur zu NSU in die Abteilung für Geländefahrzeuge. Während des Zweiten Weltkriegs war er dort maßgeblich an der Konstruktion des NSU Kettenkrads beteiligt.
Praxl war ab 1949 Stellvertreter und ab 1962 Nachfolger von Chefkonstrukteur Albert Roder. Seit 1951 leitete Praxl die Versuchs- und Rennabteilung bei NSU. Er führte die NSU Rennmotorräder zur Weltspitze, was in den Weltmeisterschaften 1953 und 1954 sowie mehreren Geschwindigkeitsweltrekorden gipfelte.
Ab 1954 ging die Nachfrage nach Motorrädern in Deutschland stark zurück, da durch das „Wirtschaftswunder“ für immer weitere Kreise der Bevölkerung ein Pkw oder zumindest ein Rollermobil erschwinglich wurde. So wurde 1954 die Rennabteilung aufgelöst und Praxl befasste sich in den folgenden Jahren hauptsächlich mit der Entwicklung von Pkw. In dieser Zeit begann bei NSU die Umstellung von der Motorradproduktion auf die Pkw-Produktion.
Unter Praxls Leitung entstanden die NSU-Vierzylinder-Pkw NSU 1000 und folgende sowie der NSU K 70 und der NSU Ro 80. Er selbst soll sich als „Vater des NSU Ro 80“ bezeichnet haben.
1976 trat Praxl nach 37 Jahren bei NSU in den Ruhestand.